# Symplecta (Psiloconopa) rainieria
Symplecta (Psiloconopa) rainieria is een tweevleugelige uit de familie steltmuggen (Limoniidae). De soort komt voor in het Nearctisch gebied.